# Joris Kayembe
Joris Kayembe-Ditu (Bruselas, 8 de agosto de 1994), más conocido como Joris Kayembe, es un futbolista belga que juega de delantero en el K. R. C. Genk de la Primera División de Bélgica.

## Selección nacional
Fue internacional sub-16 y sub-21 con la selección de fútbol de Bélgica. El 8 de octubre de 2020 debutó con la absoluta en un amistoso ante Costa de Marfil que terminó en empate a uno. Tres años después decidió jugar con la República Democrática del Congo.

## Clubes
| Club                   | País     | Año       |
| ---------------------- | -------- | --------- |
| F. C. Porto "B"        | Portugal | 2013-2017 |
| Arouca F. C. (cedido)  | Portugal | 2015      |
| Rio Ave F. C. (cedido) | Portugal | 2015-2016 |
| F. C. Nantes           | Francia  | 2017-2020 |
| Charleroi S. C.        | Bélgica  | 2020-2023 |
| K. R. C. Genk          | Bélgica  | 2023-     |